# Wyczyniec
Wyczyniec (Alopecurus L.) – rodzaj wieloletnich lub jednorocznych traw należących do rodziny wiechlinowatych. Rodzaj obejmuje 40 gatunków. Występują one głównie w umiarkowanych i chłodnych strefach klimatycznych półkuli północnej, ale sięgają też strefy międzyzwrotnikowej, a wzdłuż Andów zasięg rodzaju sięga także strefy umiarkowanej w Ameryce Południowej. W Polsce występują cztery gatunki rodzime (wyczyniec trzcinowaty A. arundinaceaus, kolankowy A. geniculatus, czerwonożółty A. aequalis i łąkowy A. pratensis), jeden zadomowiony antropofit – wyczyniec polny A. myosuroides i jeden gatunek zawlekany przejściowo – wyczyniec pęcherzykowaty A. urticulatus.

## Morfologia
PokrójTrawy rozłogowe tworzące luźne kępy.
KwiatostanKłosokształtna wiecha (kłos pozorny wiechowaty), kłoski jednokwiatowe.

## Systematyka
Pozycja systematyczna
Rodzaj z rodziny wiechlinowatych (Poaceae), w obrębie której zaliczany jest do podplemienia Poinae, plemienia Poeae i podrodziny Pooideae.
Wykaz gatunków
- Alopecurus aequalis Sobol. – wyczyniec czerwonożółty
- Alopecurus albovii Tzvelev
- Alopecurus anatolicus Dogan
- Alopecurus apiatus Ovcz.
- Alopecurus arundinaceus Poir. – wyczyniec trzcinowaty[5], w. pęcherzykowaty[7][8]
- Alopecurus aucheri Boiss.
- Alopecurus baptarrhenius S.M.Phillips
- Alopecurus bonariensis Parodi & Thell.
- Alopecurus borii Tzvelev
- Alopecurus bornmuelleri Domin
- Alopecurus brachystachyus M.Bieb.
- Alopecurus × brachystylus Peterm.
- Alopecurus bulbosus Gouan
- Alopecurus carolinianus Walter
- Alopecurus creticus Trin.
- Alopecurus dasyanthus Trautv.
- Alopecurus davisii Bor
- Alopecurus geniculatus L. – wyczyniec kolankowy
- Alopecurus gerardii (All.) Vill.
- Alopecurus glacialis K.Koch
- Alopecurus goekyigitianus Cabi & Soreng
- Alopecurus × haussknechtianus Asch. & Graebn.
- Alopecurus heleochloides Hack.
- Alopecurus himalaicus Hook.f.
- Alopecurus hitchcockii Parodi
- Alopecurus japonicus Steud.
- Alopecurus laguroides Balansa
- Alopecurus lanatus Sm. – wyczyniec wełnisty[8]
- Alopecurus longiaristatus Maxim.
- Alopecurus magellanicus Lam.
- Alopecurus × marssonii Hausskn.
- Alopecurus mucronatus Hack.
- Alopecurus myosuroides Huds. – wyczyniec polny
- Alopecurus nepalensis Trin. ex Steud.
- Alopecurus × plettkei Mattf.
- Alopecurus ponticus K.Koch
- Alopecurus pratensis L. – wyczyniec łąkowy
- Alopecurus rendlei Eig – wyczyniec Rendlego[8]
- Alopecurus saccatus Vasey
- Alopecurus setarioides Gren.
- Alopecurus textilis Boiss.
- Alopecurus turczaninovii O.D.Nikif.
- Alopecurus × turicensis Brügger
- Alopecurus utriculatus Banks & Sol. – wyczyniec pęcherzykowaty[5], w. rozdęty[8]
- Alopecurus vaginatus (Willd.) Pall. ex Kunth
- Alopecurus × winklerianus Asch. & Graebn.